# Konstantin Paustowski
Konstantin Gieorgijewicz Paustowski (ros. Константин Георгиевич Паустовский, ur. 19 maja?/31 maja 1892 w Moskwie, zm. 14 lipca 1968 tamże) – pisarz rosyjski i radziecki.

## Życiorys
Urodził się w 1892 roku w Moskwie, ale już w 1898 roku jego rodzina przeprowadziła się do Kijowa, gdzie Paustowski spędził młodość. Po ukończeniu gimnazjum rozpoczął studia na Uniwersytecie Kijowskim, a następnie przeniósł się na Uniwersytet Moskiewski. Wybuch I wojny światowej zmusił go do przerwania studiów. Służył w armii w różnych szpitalach polowych. Od wczesnych lat wiele podróżował, imając się różnych zawodów: był robotnikiem, marynarzem, rybakiem, nauczycielem, reporterem. Po rewolucji zajmował się dziennikarstwem i dopiero w latach dwudziestych poświęcił się pracy pisarskiej. Proza Paustowskiego cechuje się subtelnym liryzmem i nastrojowością. Odznacza ją również głębokie umiłowanie przyrody, romantyczne spojrzenie na sprawy codziennego życia oraz wiara w twórcze siły człowieka. We wczesnym okresie twórczości pisarza widoczne są wpływy romantyzmu (m.in. powieść Romantycy, Lśniące obłoki, Opowieść północna, 1937). Rozgłos zyskały mu powieści-eseje o życiu republik środkowoazjatyckich w pierwszych latach władzy radzieckiej (Kara-Bugaz,  i Kolchida, 1934) oraz cykl powieści autobiograficznych, stanowiących syntezę losu inteligencji rosyjskiej na przełomie dwóch epok (Dalekie lata, Burzliwa młodość, Początek nieznanej ery, Czas wielkich oczekiwań, Skok na południe, Księga wędrówek). 
Jego nowelka Stalowy pierścioneczek została zekranizowana.

## Twórczość
- Bieg czasu (Izbrannoje; 1953, przed 1973 w Polsce; zbiór opowiadań):
  - Toast (1935)
  - Ostatni diabeł (1937)
  - Przewodnik (1938)
  - Rąbany cukier (1939)
  - Stare czółno (1940)
  - Śnieg (1943)
  - Rozkaz w szkole wojskowej (1943)
  - Bryza (1945)
  - Październikowa noc (1945)
  - Stalowy pierścionek (1946)
  - Ania (1947)
  - Bieg czasu (1951)
  - Czarodziejski kwiatek (1953)
  - Skarb (1953)
  - Koszyk z jodłowymi szyszkami (1953?)
  - Przelotne spotkanie (1954)
- Burza na stepie (1951)
- Pastuszek (Podpasok; 1944; opowiadanie)
- Stalowy pierścioneczek (Stalnoje koleczko; 1946; 1959 w Polsce; nowelka)
- Szurka (Biespokojstwo; 1948; opowiadanie)